# Municipio de Clarno
El municipio de Clarno (en inglés: Clarno Township) es un municipio ubicado en el condado de Lake en el estado estadounidense de Dakota del Sur. En el año 2010 tenía una población de 182 habitantes y una densidad poblacional de 1,94 personas por km².

## Geografía
El municipio de Clarno se encuentra ubicado en las coordenadas 43°53′6″N 97°19′9″O / 43.88500, -97.31917. Según la Oficina del Censo de los Estados Unidos, el municipio tiene una superficie total de 93.6 km², de la cual 93,5 km² corresponden a tierra firme y (0,11 %) 0,1 km² es agua.

## Demografía
Según el censo de 2010, había 182 personas residiendo en el municipio de Clarno. La densidad de población era de 1,94 hab./km². De los 182 habitantes, el municipio de Clarno estaba compuesto por el 100 % blancos. Del total de la población el 0 % eran hispanos o latinos de cualquier raza.